# Sándor Képíró
Sándor Képíró (18 de febrero de 1914-3 de septiembre de 2011) fue un capitán de la gendarmería húngara durante la Segunda Guerra Mundial acusado de crímenes de guerra cometidos por las fuerzas húngaras.

## Carrera en la guerra
Oficial de policía de la gendarmería húngara, en 1942 Képíró prestaba servicio en la región de Bačka (hoy dividida entre Hungría y Serbia), que había sido transferida a Hungría como resultado de la invasión del Eje y la partición de Yugoslavia. En enero de 1942 se llevaron a cabo redadas en varias partes de la región, incluida Novi Sad, y se calcula que entre 3.000 y 4.000 civiles, en su mayoría serbios y judíos, fueron acorralados y asesinados. Képíró participó en esta redada y posteriormente admitió su participación en el asunto. En 1944 fue juzgado, junto con otros catorce oficiales del ejército y la policía húngaros, acusado de participar en las redadas. El tribunal determinó que había estado implicado en la redada, pero no fue castigado severamente.

## Eventos posteriores
En 1948, las autoridades comunistas húngaras de la posguerra volvieron a llevar el caso de Képíró a los tribunales en su ausencia, basándose en las pruebas de un hombre llamado János Nagy, que afirmaba haber sido miembro del pelotón de Képíró en 1942. Képíró afirmó posteriormente que nunca había oído hablar de Nagy, pero fue declarado culpable y condenado en su ausencia a catorce años de prisión. Más tarde se descubrió que el testimonio de Nagy había sido obtenido bajo tortura por el servicio secreto comunista.
Képíró se mantuvo alejado de Budapest hasta 1996, cuando, tras la caída del gobierno comunista, regresó discretamente a su país y no fue identificado con el hombre condenado en 1948.

## Alegaciones finales y juicio
En septiembre de 2006, Efraim Zuroff, del Centro Wiesenthal, identificó a Képíró y lo acusó públicamente de crímenes de guerra, basándose en los veredictos de los tribunales de la década de 1940. En respuesta a las acusaciones, Képíró dijo que había sido un oficial de policía subalterno en ese momento y que había participado en la redada de civiles, pero que no había tomado parte activa en las ejecuciones, que fueron llevadas a cabo por soldados. Képíró también dijo que no estaba dispuesto a participar en nada ilegal. Comentó que "fui el único que pidió una orden por escrito. En el momento de la masacre me mostré reacio. Demuestra que fui un criminal de guerra". Sin embargo, el veredicto de 1944 facilitado por el Centro Wiesenthal afirmaba que, a pesar de que Képíró había pedido órdenes escritas, había participado en la masacre, aunque no se dieran órdenes escritas.
Los fiscales militares húngaros declararon que los veredictos ya no eran válidos y que habría que reabrir una nueva investigación, lo que podría llevar años. El 14 de septiembre de 2009, Képíró fue detenido para ser interrogado por la policía húngara. Sin embargo, los cargos presentados contra él se abandonaron posteriormente, por falta de pruebas.
En 2007, Képíró acusó a Efraim Zuroff de difamación e inició un proceso penal contra él en un tribunal de Budapest. El juicio se inició en octubre de 2010, pero fue desestimado dos meses después sobre la base del veredicto del tribunal de guerra de 1944 y debido a que Képíró no se presentó ante el tribunal.
El 14 de febrero de 2011, los fiscales húngaros acusaron formalmente a Képíró de crímenes de guerra. El caso llegó a juicio el 18 de julio de 2011, cuando fue declarado inocente por un tribunal de Budapest. Tras el veredicto de no culpabilidad, László Karsai, el principal historiador húngaro del Holocausto e hijo de un superviviente del mismo, dijo "Sinceramente, me gustaría que Zuroff dejara de hacer lo que está haciendo. Quiero decir: con este tipo de métodos que utiliza, con tan pocas pruebas, intenta arrastrar a la gente por el fango. Esto no se le puede hacer a nadie, no se le puede hacer tampoco a un antiguo oficial de la gendarmería". Karsai acusó a Zuroff de ser un cazador de nazis histérico y narcisista, que sólo trabaja para ganarse bien la vida, y afirmó que el Centro Wiesenthal hizo tanta publicidad del caso para justificar su propia existencia ante sus patrocinadores.
Képíró murió en un hospital de Budapest a la edad de 97 años. Su muerte fue comunicada por su familia y por su abogado, quien dijo que creía que el juicio del verano había contribuido al mal estado de salud de su cliente. Zuroff dijo en su página de Facebook: "nuestro único consuelo es que el juicio ha afectado negativamente a la salud de Képíró".
Hasta 2011, Képíró figuraba en la lista de criminales de guerra nazis más buscados del Centro Simon Wiesenthal.